# Antonio Da Valditaro
Antonio Da Valditaro (falecido em 1491) foi um prelado católico romano que serviu como bispo de Brugnato (1478–1491).
Em 1478, Antonio Da Valditaro foi nomeado durante o papado de Sisto IV como Bispo de Brugnato. Lá, serviu como bispo até à sua morte em 1491.